# Ориентированный ациклический граф

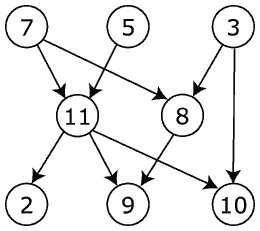

Ориентированный ациклический граф (направленный ациклический граф, DAG от англ. directed acyclic graph) — орграф, в котором отсутствуют направленные циклы, но могут быть «параллельные» пути, выходящие из одного узла и разными путями приходящие в конечный узел. Направленный ациклический граф является обобщением дерева (точнее, их объединения — леса).
Направленные ациклические графы широко используются в приложениях: в компиляторах, в искусственном интеллекте (для представления искусственных нейронных сетей без обратной связи), в статистике и машинном обучении (для представления байесовской сети доверия).